# Průběh signálu

Sinusový, obdélníkový, trojúhelníkový a pilovitý průběh signálu

Průběh signálu nebo tvar signálu je vzhled grafu zachycujího závislost okamžité hodnoty signálu na čase. Okamžitá hodnota signálu je vynesena na osu y (svislou) a čas na osu x (vodorovnou).
Ačkoli názornou představou tvaru vlny je spíše okamžitá hodnota výchylky v závislosti na místě v jednom okamžiku, v technické praxi se i označení tvar vlny (anglicky waveform) používá pro graf zobrazujícího průběh charakteristické veličiny vlnění v čase, protože v mnoha případech médium, ve kterém se vlnění šíří, přímé pozorování skutečného tvaru vln neumožňuje.

## Rozklad signálu na složky
Fourierova řada umožňuje rozklad libovolného periodického průběhu na součet (často nekonečného počtu) funkcí sinus a kosinus. Dokonce i neperiodické tvary vln s konečnou energií lze rozložit na součet sinusoid pomocí Fourierovy transformace. Pro rozklad funkce použít libovolný systém funkcí, které tvoří ortogonální bázi.

## Zobrazení průběhu
Pomocí osciloskopu lze zobrazit reprezentace vln jako opakující se obrázek na obrazovce. Existují také programy pro osobní počítače, které zobrazují tvary vln, z nichž lze získat vizuální představu, jak vypadá záznam určitého zvuku. Příliš malá nebo velká výška vlny znamená příliš malou nebo velkou hlasitost. Z toto příkladu vyplývá, že křivka reprezentující tvar vlny je ovlivněna jak vstupním signálem, tak podmínkami, za kterých byl zaznamenán.

## Příklady
K nejčastějším příkladům periodických vln patří následující průběhy, kde {\displaystyle t} je čas, {\displaystyle \lambda } je vlnová délka, {\displaystyle a} je amplituda a {\displaystyle \phi } je fáze:
- Sinusoida {\displaystyle (t,\lambda ,\phi )=\sin {\frac {2\pi t-\phi }{\lambda }}}. Okamžitá hodnota je sinus času.
- Obdélníkový průběh {\displaystyle (t,\lambda ,\phi )={\begin{cases}a,&(t-\phi ){\bmod {\lambda }}<s\\-a,&{\text{jinak}}\end{cases}}}. Kde s je střída. Vlny tohoto tvaru se často používají pro reprezentaci digitální informace. Obdélníková vlna konstantní periody obsahuje pouze liché harmonické, jejichž amplituda se snižuje o 6 dB každou oktávu.
- Trojúhelníkový průběh {\displaystyle (t,\lambda ,\phi )={\frac {2a}{\pi }}\arcsin \sin {\frac {2\pi t-\phi }{\lambda }}}. Obsahuje liché harmonické, jejichž amplituda se snižuje o 12 dB každou oktávu.
- Pilovitý průběh {\displaystyle (t,\lambda ,\phi )={\frac {2a}{\pi }}\arctan \tan {\frac {2\pi t-\phi }{2\lambda }}}. Průběh připomíná asymetrické zuby pily. Tento průběh signálu se používal v časových základnách pro řízení zobrazovačů s vakuovými obrazovkami. Také se používá jako výchozí signál pro subtraktivní syntézu, protože pilovitá vlna konstantní period obsahuje liché i sudé harmonické, jejichž amplituda se snižuje o 6 dB každou oktávu.

Jiné tvary vln se obvykle nazývají složené tvary vln a často mohou být popsány jako složení několika sinusových vln nebo jiných bázových funkcí.